# Jerónimo de Algora
Jerónimo de Algora fue un jardinero italiano de la Corte del rey Felipe II de España, también conocido por sus aportaciones en la Casa de Campo y, en los jardines del Palacio de Aranjuez, trabajó en el primer diseño en España que incorpora los criterios de jardín formal característicos de las villas del Renacimiento italiano, a los que se añaden elementos musulmanes y flamencos para dar lugar al clásico parterre geométrico español, con gran variedad de flores y especies vegetales. Cuando Juan Bautista de Toledo se convirtió en el gran renovador de los palacios y jardines de la Corona, el encargado de desarrollar los planes paisajísticos y jardines de sus proyectos fue el jardinero real Jerónimo de Algora.